# Tavannes
Tavannes (en alemán Dachsfelden) es una comuna suiza del cantón de Berna, situada en el distrito administrativo del Jura bernés. Limita al norte con las comunas de Saicourt y Reconvilier, al este con Reconvilier, al sur con Péry-La Heutte, Sonceboz-Sombeval y Corgémont, y al oeste con Tramelan y Mont-Tramelan.

## Historia
De 1797 a 1815, Tavannes perteneció a Francia y formaba parte del departamento de Monte Terrible, y a partir de 1800, al departamento del Alto Rin, al cual fue anexado el departamento de Monte Terrible. En 1815, luego del Congreso de Viena, el territorio del antiguo Obispado de Basilea fue cedido al cantón de Berna. 
Hasta el 31 de diciembre de 2009 se hallaba en el distrito de Moutier. Actualmente la comuna hace parte de la región del Jura bernés, la parte francófona del cantón de Berna.

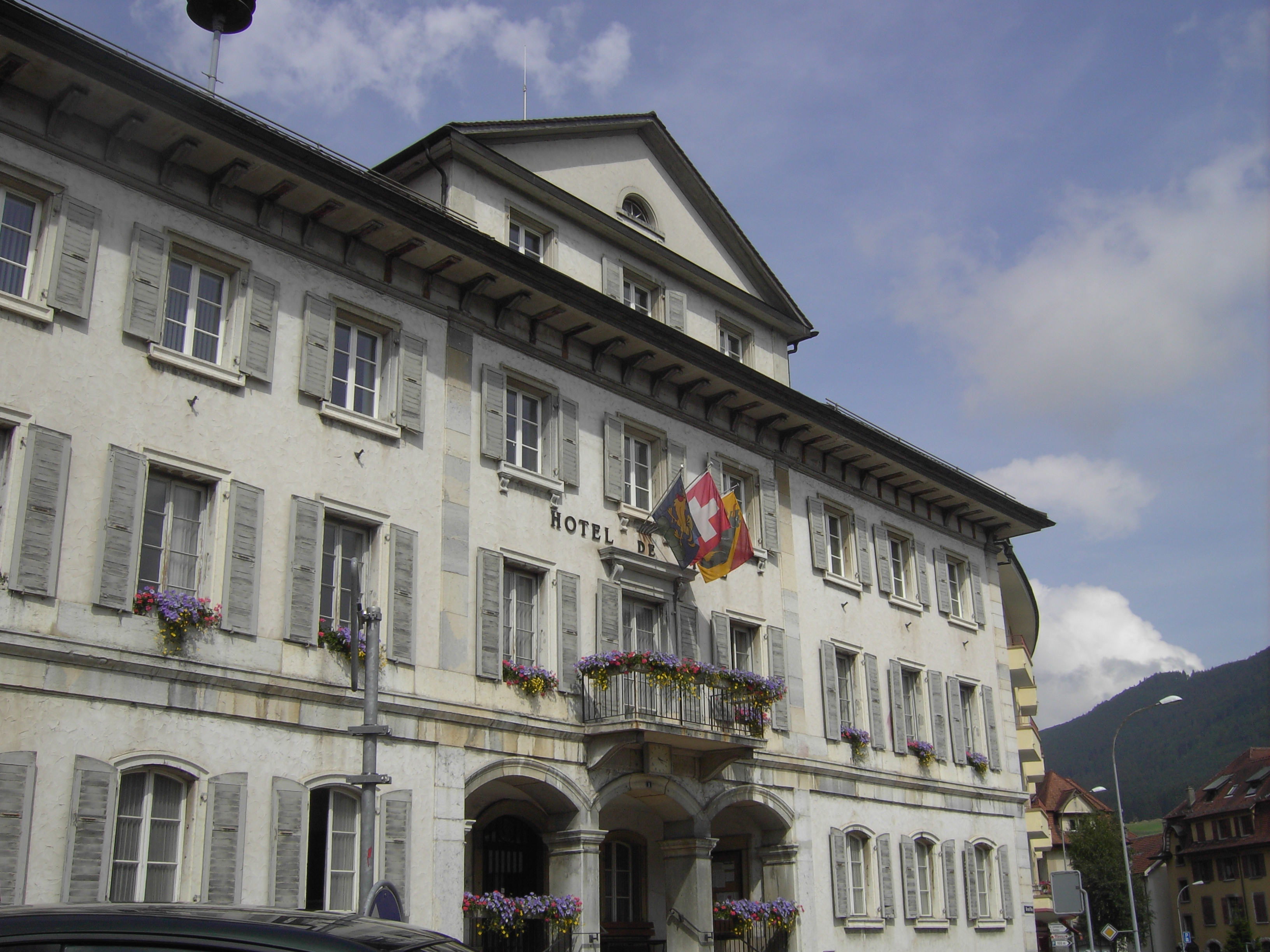
Ayuntamiento de Tavannes.